# Liphistius sumatranus
Liphistius sumatranus is een spinnensoort uit de familie Liphistiidae. De soort komt voor in Sumatra.